# 曾偉芳
曾伟芳（？—？），字君彦，号蒼岩、滄岩，福建泉州府惠安县盐籍，明朝政治人物。

## 生平
萬曆十六年（1588年）戊子科福建乡试举人，萬曆十七年（1589年）聯捷己丑科進士，通政司觀政，七月告病歸。二十年授刑部主事，九月調任兵部職方司主事，二十二年典試廣東。二十三年晉武選司员外郎，十二月以未行题奏，輙署锦衣卫一副千户四品之职，万历皇帝以兵部附结，市恩泛滥，兵部郎中吴文梓与该司官韩范俱降杂职，员外郎刘仕赡、曾伟芳各降三级调极边方，謫滨州州判。二十五年起用，不赴。天启初，录用旧臣，而伟芳已卒，赠布政司參議。著有《西行漫草》、《燕游笔记》、《宁夏记事》。

## 家族
曾祖曾榮琛。祖父曾放惠。父曾福。